# آسیانوو
آسیانوو (انگلیسی: Asyanovo) یک شهرک در شهرستان دیورتیورلینسکی در استان باشقیرستان کشور روسیه است.